# أبو الفضل الشهيد
أبو الفضل الشهيد أحد رواة الحديث، اسمه أبو الفضل محمد بن أحمد بن محمد الشهيد، امام وحافظ وراوي وناقد، قال عنه ابن كثير كان من الثقات الأثبات الحفاظ المتقنين، وقال الذهبي إمام كبير عارف بعلل الحديث، استشهد عام 317 هـ بعد أن قتله القرامطة هو وأخاه أحمد.